# Тип 92 (станковый пулемёт)
Тип 92 (九二 式 重 機関 銃 Kyūni-shiki jū-kikanjū) — японский станковый пулемёт, созданный в 1932 году для замены в войсках пулемёта Тип 3. Название Тип 92 происходит от года принятия на вооружение — 2592 года по японскому календарю (1932 по григорианскому). Пулемёт производился на заводах Hino Motors и Hitachi, общий объем производства составил около 45 000 экземпляров.

## История
В 1932 году на вооружение японской армии был принят новый винтовочный патрон 7,7×58 мм SR Арисака Тип 92, призванный со временем заменить не полностью удовлетворявший армию своим характеристикам патрон калибра 6,5 мм. В основу этого патрона был положен английский патрон .303, использовавшийся в японской авиации. Под этот патрон был создан и принят на вооружение станковый пулемет Тип 92, являвшийся развитием 6,5 мм пулемета Тип 3.
Пулемёт широко использовался Имперской армией Японии и китайскими коллаборационистами. Трофейные Тип 92 также применялись Национально-Революционной армией Китая против японцев во время Второй мировой войны, Корейской народной армией против сил Организации Объединенных Наций во время Корейской войны, НФОЮВ и ВНА во время войны с Францией и в ходе войны во Вьетнаме.

## Конструкция
Конструктивно Тип 92 напоминал своего предшественника Тип 3 — он использовал схожую систему воздушного охлаждения, заряжался жесткими лентами-кассетами на 30 патронов и так далее. Пули, выпущенные из Тип 92, выходили из ствола со скоростью около 730 м / с, а скорость стрельбы составляла около 450 выстрелов в минуту. Во время войны на Тихом океане Тип 92 периодически применялся для стрельбы по воздушным целям. Среди солдат союзников пулемёт получил прозвище «дятел» из-за характерного звука, который он производил при стрельбе из-за его относительно низкой скорострельности, китайские солдаты прозвали Тип 92 «куриная шея» (雞 脖子). Тип 92 имел максимальную дальность стрельбы 4500 метров, но практически он стрелял на 800 метров.
Стрельба из Тип 92 велась с треножного станка системы Арисака. Для зенитной стрельбы станку придаётся дополнительная стойка, закрепляемая к вертлюгу. Отличительной особенностью этого станка являются трубчатые насадки на концах его опор. В эти насадки вставляются специальные удлиненные рукоятки, образующие своего рода носилки для транспортировки в сборе пулемета расчетом из двух или трех человек. В некоторых случаях пулемёты устанавливались на тумбовые установки в ДОТах.
Необычным было размещение прицела — он был слегка наклонён вправо, а не в центре. Производилось несколько различных прицелов для Тип 92 — перископические прицелы Тип 93 и Тип 94, а также телескопический прицел Tип 96. Также был выпущен зенитный прицел кольцевого типа.
Основные проблемы с этим оружием включали короткие ленты — пластины на 30 патронов, которые не допускали высокого темпа огня, как у пулемётов с ленточным питанием, и встроенная маслёнка, обеспечивающая смазку патронов в ленте перед их подачей в ствол, что гарантировало надежную экстракцию в условиях загрязнения оружия, но повышала его сложность и затрудняло эксплуатацию.

## Эксплуатанты
- Япония: Использовался японской армией и коллаборационистскими формированиями[4].
- Китай  Китайская Республика Трофейные Тип 92 использовались как НОАК,  так и НРА
- КНДР[6]
- Северный Вьетнам  Вьетминь[7] и НФОЮВ

## Галерея

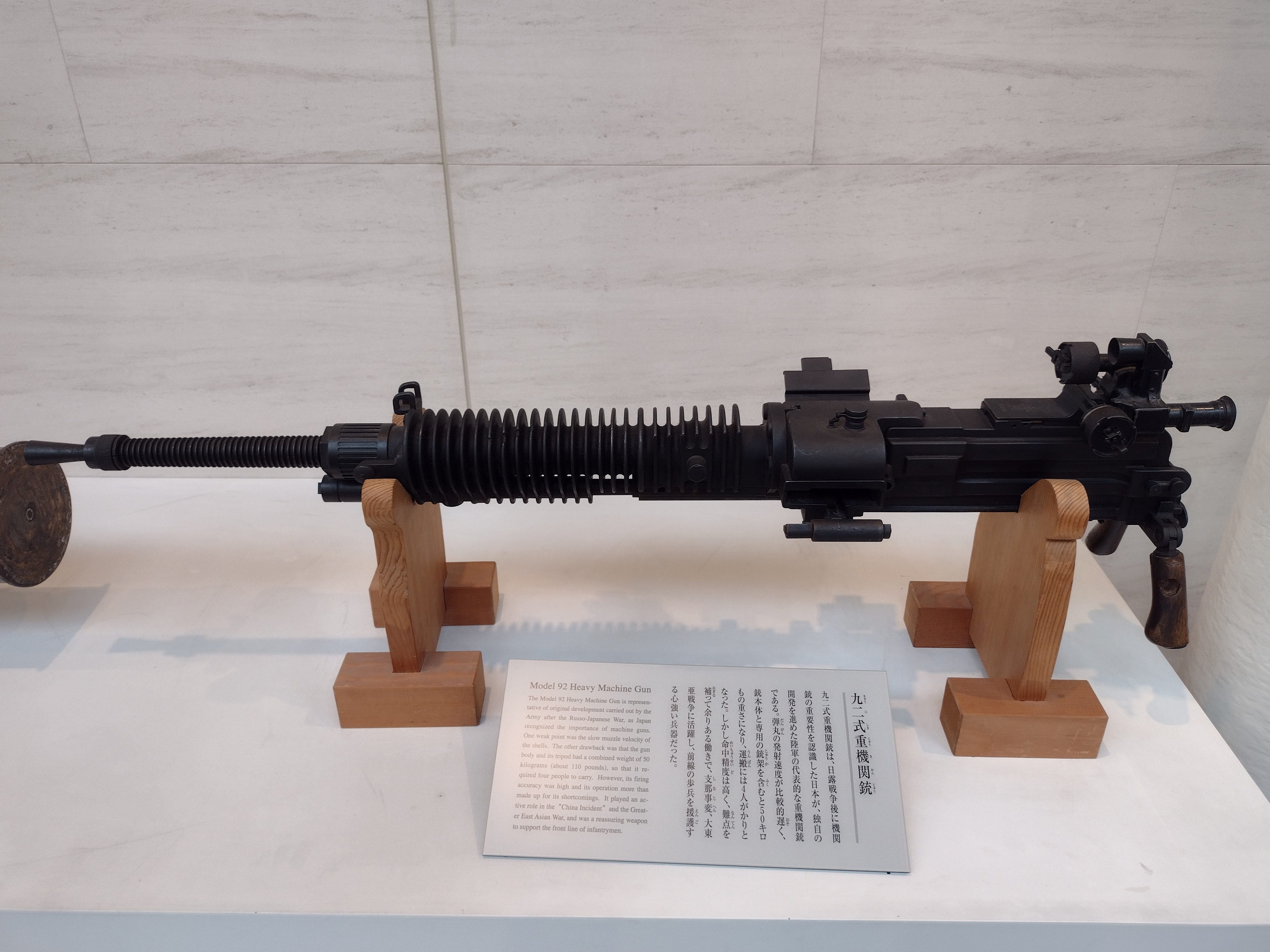
Пулемет Тип 92 в храме Ясукуни.
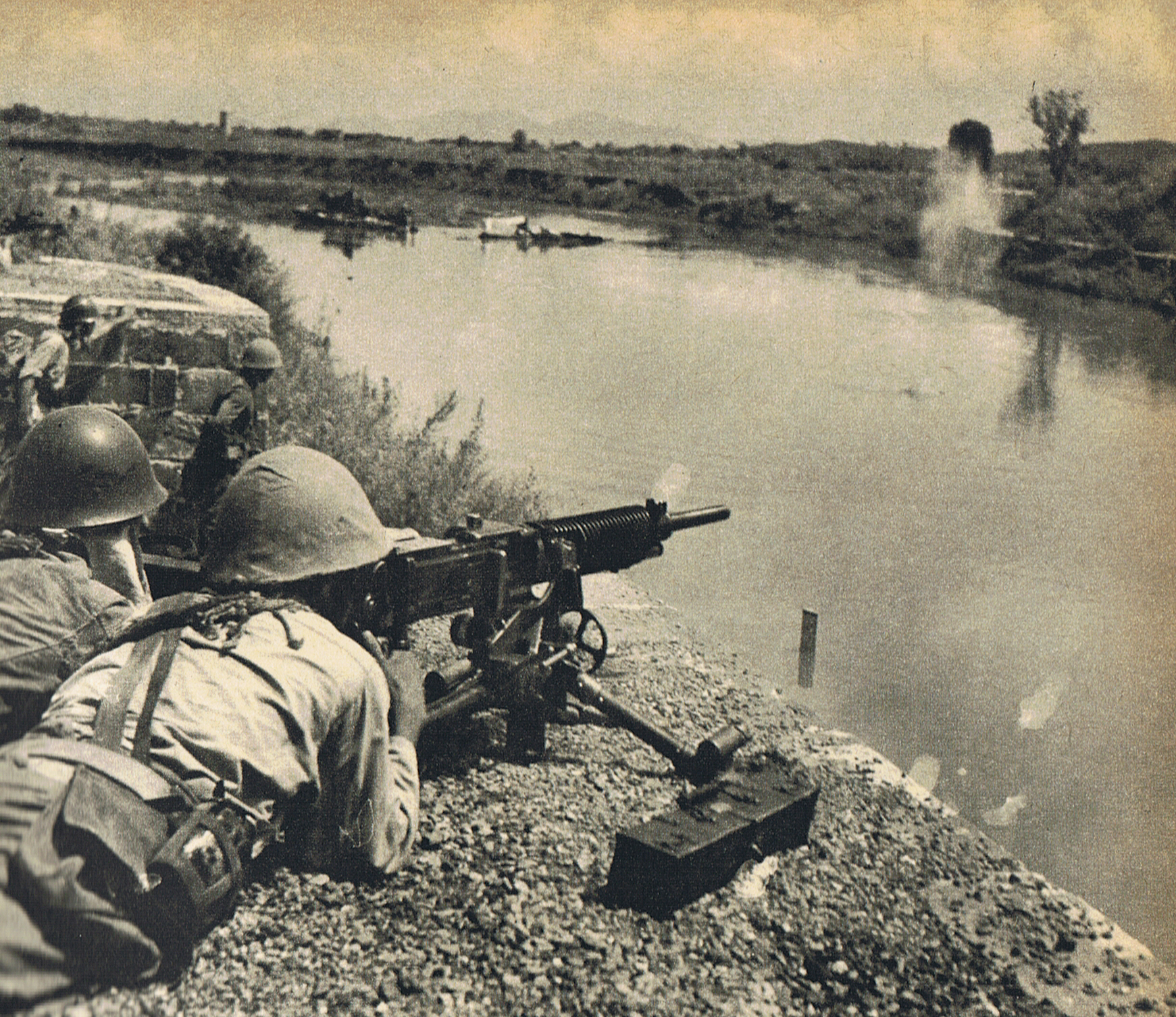
Во время Второй битвы за Чанша.
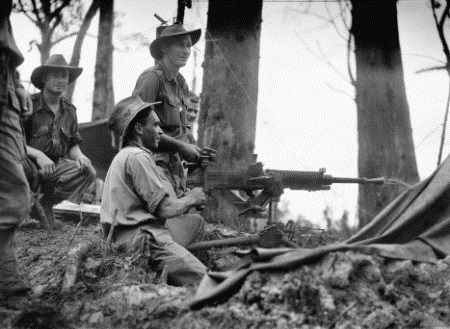
Австралийские солдаты используют трофейный Тип 92 против японцев во время сражения за Таракан
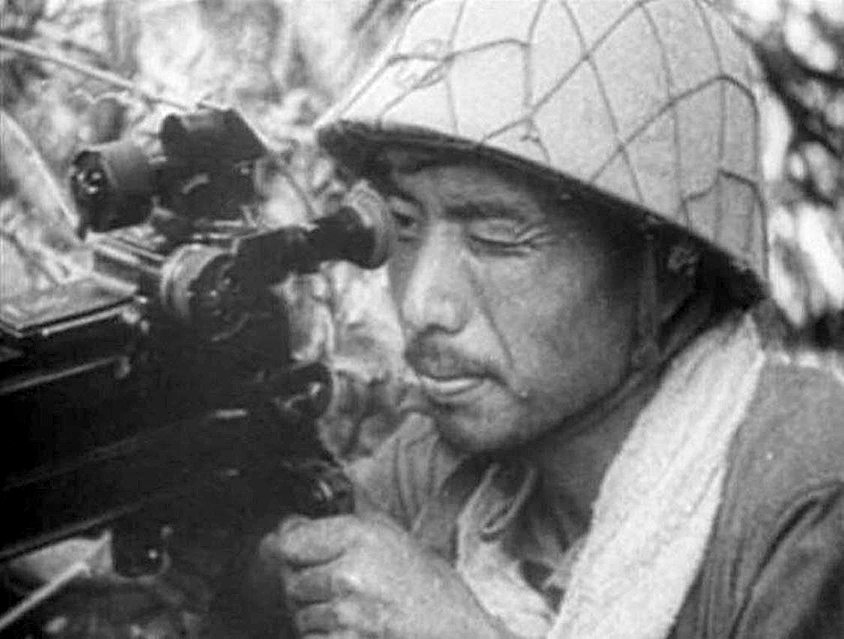
Японский солдат целится через телескопический прицел Тип 96, Гуадалканал, 1942 год.
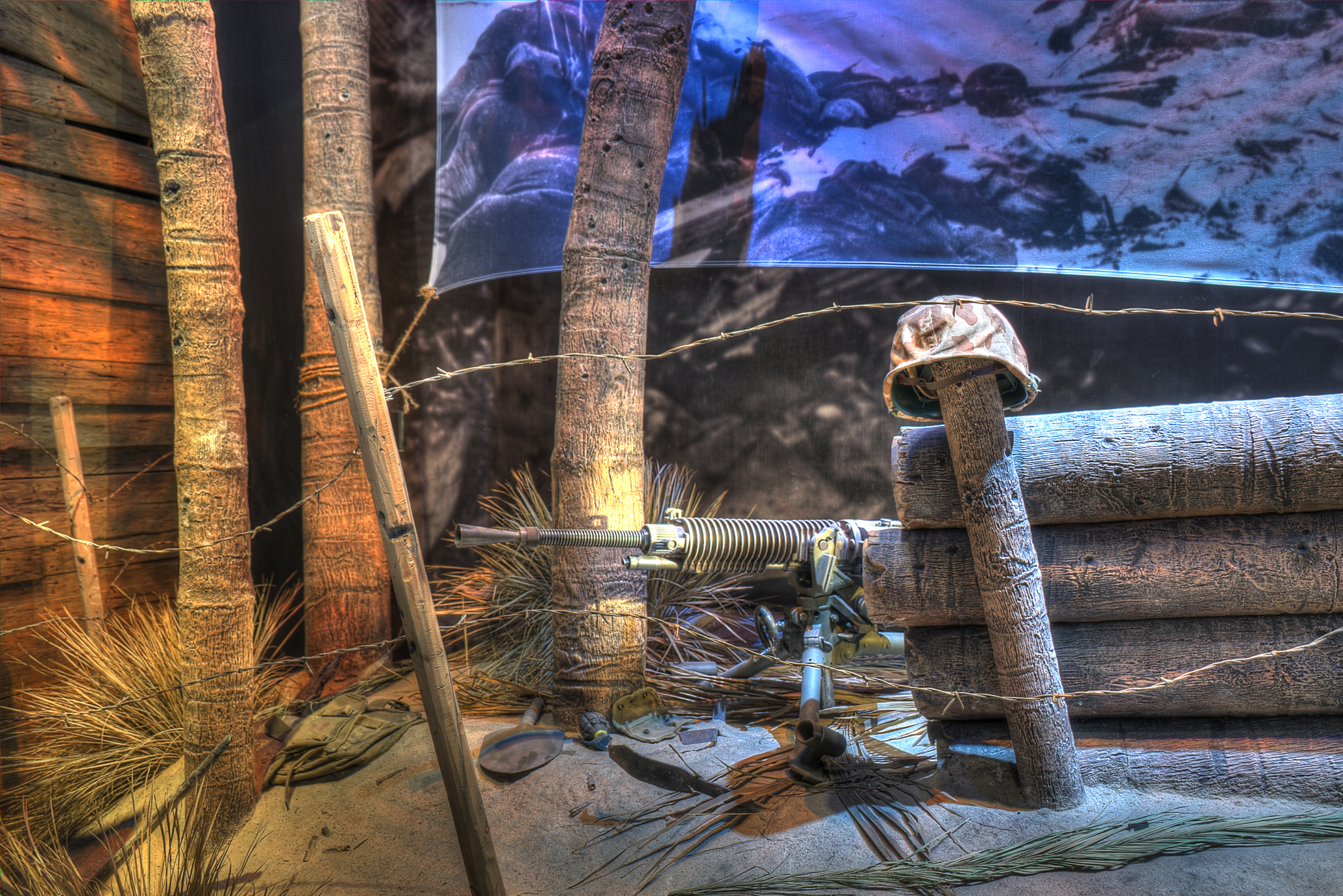
Тип 92 в Национальном музее Второй мировой войны в Новом Орлеане.